# Dedo Difie Agyarko-Kusi
Dedo Difie Agyarko-Kusi é uma política e diplomata do Gana. Serviu como Embaixadora do Gana na Coreia do Sul. Ela é membro do Novo Partido Patriótico. É também irmã de Emmanuel Kwabena Kyeremateng Agyarko e Boakye Agyarko.

## Carreira

### Embaixadora na Coreia do Sul
Em julho de 2017, o presidnete ganês Nana Akufo-Addo nomeou Agyarko-Kusi como a alta comissária do Gana para a Coreia do Sul. Ela estava entre os ganenses nomeados para chefiar várias missões diplomáticas do Gana em todo o mundo.